# Sint-Niklaasgang

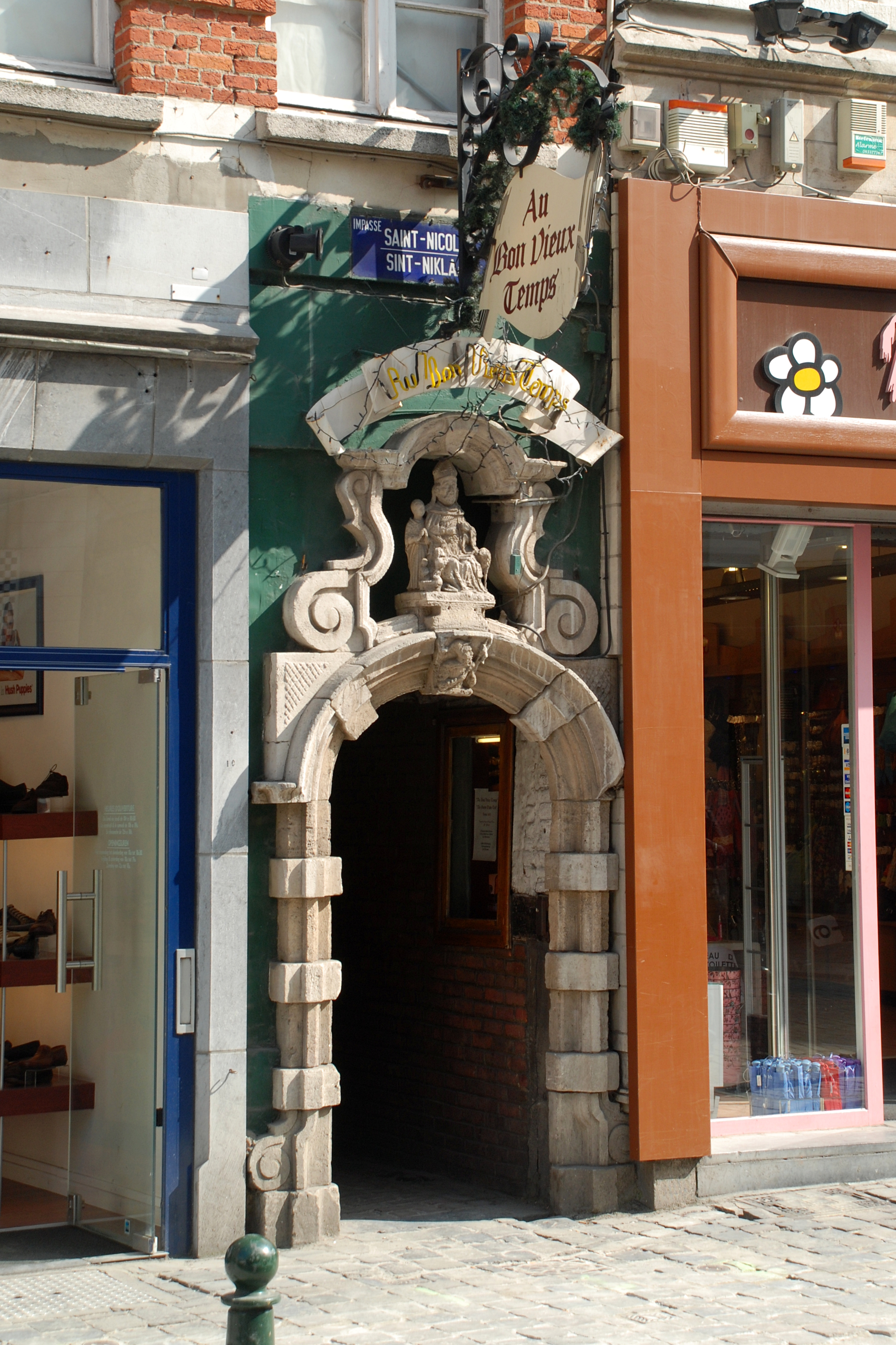
Barokke toegangspoort aan de Grasmarkt

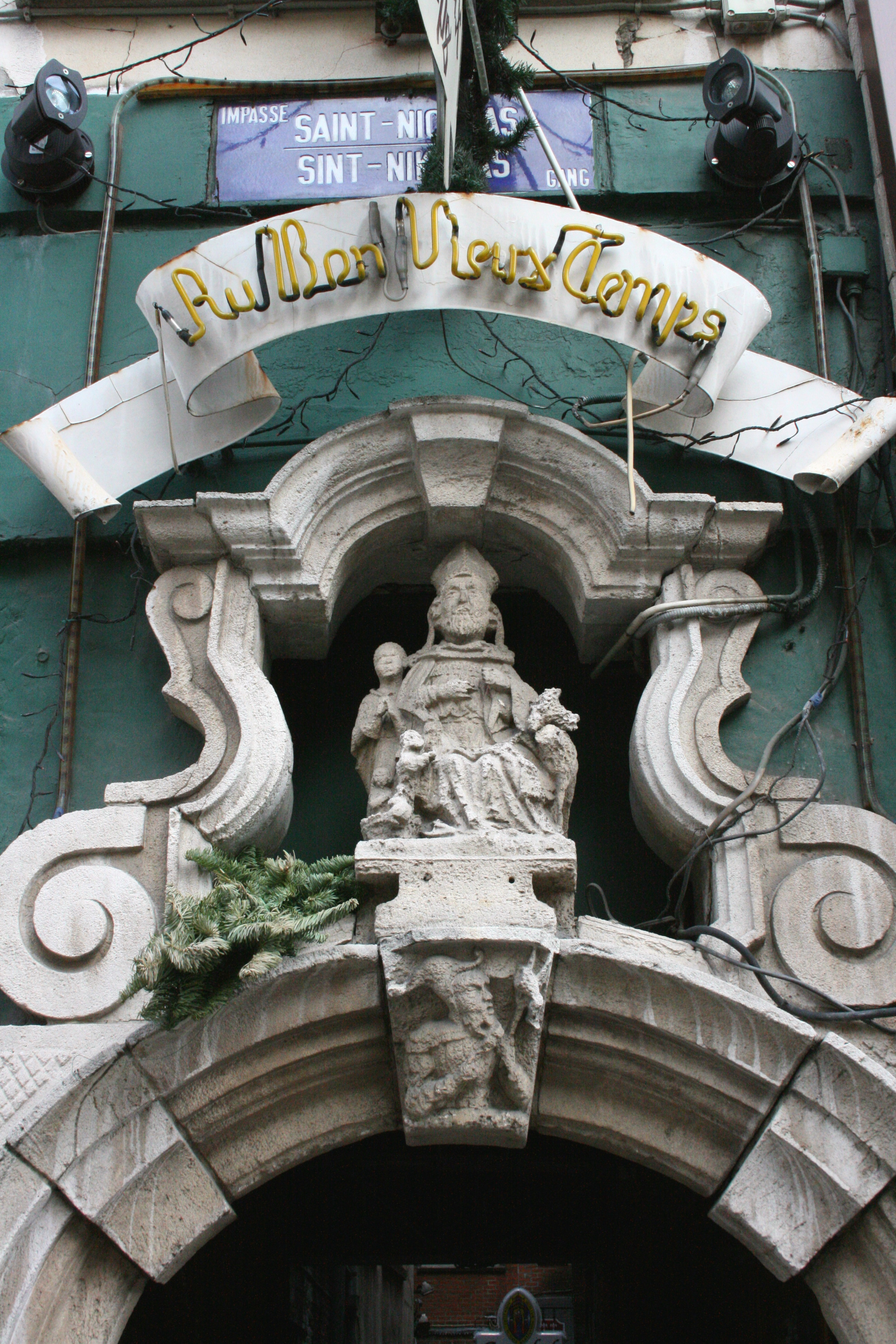
De verweerde beeldengroep met de oudst bekende 'Zwarte Piet'.

De Sint-Niklaasgang (Frans: Impasse Saint-Nicolas) is een doodlopende steeg in Brussel. De barokke toegangspoort is deel van het pand op de Grasmarkt 12, aan de achterzijde van de Sint-Niklaaskerk.

## Geschiedenis
De gang is het resultaat van de heropbouw na het bombardement van 1695. De toegang is geïntegreerd in een gebouw uit 1700 in classiciserende barokstijl. Dit pand, aan de Grasmarkt 8-12, is ontstaan uit de samenvoeging van de huizen De Engel en Het Faillen Hoofd. Een cartouche in de gevel herinnert aan het bouwjaar (MDCC). Bij een ingrijpende restauratie in 1946 is de bepleistering weggenomen en vervangen door een nieuwe façade in oranje baksteen en Euvillesteen. Er werd toen ook een pseudo-traditioneel portaal gemaakt naar de Geschenkengang en haar estaminet A l'imaige de Nostre-Dame. Parallel aan dat straatje ligt de Sint-Niklaasgang, waarvan het portaal authentiek is.
Vóór de bouw van de Centrumgalerij (1951) liep de gang verder tot de Greepstraat, via een elleboog. In 1866 telde de Sint-Niklaasgang vijf kleine huisjes. In 1920 waren het er nog twee, met tien bewoners.

## Beschrijving
Het rondboogportaal heeft een uitspringende omlijsting met in de sluitsteen een mascaron. Erboven bevindt zich een gevoluteerde nis waarin een beeldengroep Sint-Nicolaas toont op een troon met naast zich een zwarte knecht in bidhouding. De groep, gedateerd ca. 1600, vormt veruit de oudste voorstelling van het zwarte-pietmotief.
Boven het portaal hangt het smeedijzeren uithangbord van estaminet Au Bon Vieux Temps. Dit etablissement, in een gebouw uit 1695 op het einde van de gang, behoort tot de oudste cafés van Brussel.
De muren langs de Sint-Niklaasgang – soms blote baksteen soms witgepleisterd – hebben nog zwarte plinten, behalve de zandstenen sokkel van het estaminet. De moderne muur aan het einde bevat een doorgang naar de Centrumgalerij.
|  |  |  |

## Voetnoten
1. ↑  Bouwen door de eeuwen heen in Brussel, vol. 1A, 1977, p. 330
2. ↑  Jean d'Osta, Dictionnaire historique et anecdotique des rues de Bruxelles, 1986, p. 308
3. ↑  Louis Goosen, Nicolaas (Nicolaos) van Myra, in: Van Afra tot de Zevenslapers. Heiligen in religie en kunsten, 1992, p. 262-263. Deze datering vindt steun bij Engelbert Kirschbaum e.a., Lexikon der Christlichen Ikonographie, vol. 8, 1976, kol. 57. Renaat Van der Linden houdt het op een 19e-eeuws werk: Ikonografie van Sint-Niklaas in Vlaanderen, 1972, OCLC 63412600, kol. 408